# Colored Lights: The Broadway Album
Colored Lights: The Broadway Album è l'ottavo album in studio della cantautrice statunitense Debbie Gibson, pubblicato nel 2003.

## Tracce
1. Let Me Entertain You – 2:14 (Stephen Sondheim, Jule Styne)
2. Blame It on the Summer Night – 4:39 (Stephen Schwartz, Charles Strouse)
3. Raise the Roof! – 3:28 (Andrew Lippa)
4. I'd Rather Leave While I'm in Love – 3:22 (Peter Allen, Carole Bayer Sager)
5. On My Own – 4:30 (Alain Boublil, Jean-Marc Natel)
6. Colored Lights – 6:06 (Fred Ebb, John Kander)
7. I'm the Greatest Star – 4:09 (Bob Merrill, Styne)
8. Who Are You Now? – 3:29 (Merrill, Styne)
9. They All Laughed – 2:22 (Ira Gershwin, George Gershwin)
10. Sex – 2:28 (Deborah Gibson)
11. Maybe This Time – 3:00 (Ebb, Kander)
12. I Enjoy Being a Girl – 4:36 (Oscar Hammerstein II, Richard Rodgers)
13. Anytime (I Am There) – 5:08 (William Finn)